# Bad (utwór U2)
Bad – utwór rockowej grupy U2, pochodzący z jej wydanego w 1984 albumu The Unforgettable Fire.
Utwór opowiada o uzależnieniu od heroiny. Popularność zdobył podczas koncertu Live Aid na Wembley 13 lipca 1985, kiedy to U2 odegrało emocjonalną, dwunastominutową wersję utworu, a Bono zszedł ze sceny i zatańczył z fanką. „Bad” do dziś jest jedną z ulubionych piosenek zespołu.
Piosenkę grano podczas The Unforgettable Fire Tour w 1985, potem nie grano jej aż do Zoo TV Tour w 1993 i PopMart Tour w 1997. W 2001 powróciła podczas Elevation Tour, a w 2009 zagrano ją podczas U2 360° Tour.
Utwór znajduje się na minialbumie Wide Awake in America wydanym w maju 1985 w wersji na żywo, razem z „A Sort of Homecoming”, a także na składance The Best of 1980-1990 z 1998.